# Tibirke Kirkegård
Tibirke Kirkegård er beliggende i Nordsjælland, syd for Tisvildeleje og øst for Tisvilde Hegn i Gribskov Kommune, før 2007 i Helsinge Kommune. På kirkegården ligger Tibirke Kirke. Kirkegården er beliggende højt i landskabet med udsigt over Ellemosen og med det kuperede terræn i Tibirke Bakker til den anden side.

## Kendte personer begravet på Tibirke Kirkegård
- Else Alfelt
- Vibeke Alfelt
- Ivar Bentsen
- Hans Bohr
- Sybille Bruun
- Frederik Bøgh (rektor)
- Jørgen Bøgh
- Godfred Christensen
- Richard Christensen
- Thorkel Dahl
- Ejnar Eising
- Elith Foss
- Erik Freiesleben
- Grete Fristrup
- Lulu Gauguin
- Sys Gauguin
- Arne Gorki Schmidt
- Jørgen B. Hartmann
- Hemming Hartmann-Petersen
- Johannes Helweg
- Thyra Holt
- Carl Iacobsen
- Kaare Klint (grav nedlagt)
- Helle Klint Bentsen
- Perry Knudsen
- Freddy Koch (fællesgrav)
- Mogens Krustrup
- Margot Lander
- Mogens Lichtenberg
- Jens Locher
- Margrethe Madsen
- Ejvind Møller
- Rasmus Naver
- Carsten Ib Nielsen
- Hanne Otting
- Inger Marie Plum
- Eduard Reventlow
- Knudåge Riisager
- Ellen Rindom
- Karmark Rønsted
- Else Kai Sass
- Kai Sass
- William Scharff
- Carl Schwenn
- Tabita Schwenn
- Heinrich Schübeler
- Mogens Sprechler
- Annette Strøyberg Vadim
- Leo Swane
- Grethe Sønck (fællesgrav)
- Sejr Volmer-Sørensen (fællesgrav)
- Marianne Tillge-Rasmussen
- Sven Tillge-Rasmussen
- Clara Tybjerg
- Erland Tybjerg
- Mogens Valeur
- Reinhard van Hauen
- Herman Vedel
- N.P. Wieth-Knudsen
- Lars Åkirke